# Leo Brawand
Leo Brawand (* 18. November 1924 in Hannover; † 8. Juni 2009 in Hamburg; bis 1942 Leo Borowiak) war ein deutscher Journalist, Mitbegründer und während der Spiegel-Affäre Chefredakteur des Spiegel, Herausgeber des Manager Magazins und Buchautor.

## Kindheit
Leo Brawand wuchs in ärmlichsten Verhältnissen auf im hannoverschen Stadtteil Nordstadt. In seinem autobiografischen Buch Die Leute vom Damme zeichnete er später – anhand der eigenen Jugendjahre – aufs Genaueste die Lebensumstände der kleinen Leute dort nach. Seine beschriebene Kindheit während der Weimarer Republik in der Straße Am Puttenser Felde verlebte er jedoch nachweislich nicht unter dem beschriebenen Dach der Hausnummer 9, sondern unter Nummer 7.
Seine Jugend während des Nationalsozialismus verlebte Brawand laut seiner Beschreibung am Engelbosteler Damm 119 (jetzt: Hausnummer 45).

## Beruflicher Werdegang
1946 stieg der Englischlehrer Brawand beim Spiegelvorläufer Diese Woche ein und erlebte den Umbau zum Spiegel unter Rudolf Augstein direkt mit. Er wurde Leiter des Wirtschaftsressorts und 1972 Chefredakteur des Manager Magazins, ein Titel des Spiegel-Verlags.
Während der Spiegel-Affäre wurde Brawand für 103 Tage zum Chefredakteur des Spiegels, als Rudolf Augstein in Untersuchungshaft saß. Augstein hatte Brawand aus dem Gefängnis heraus berufen. Angeblich hatte Brawand sich damals während der Durchsuchung in einem Schrank versteckt und Rudolf Augstein telefonisch gewarnt, so dass dieser sich der Polizei vorbereitet stellen konnte.
In den 1970er Jahren hatte er Fernsehauftritte in Sendungen wie Pro & Contra und nahm regelmäßig am Internationalen Frühschoppen teil.
Nach seinem Ausstieg aus dem Manager Magazin 1981 schrieb Brawand Bücher, die des Öfteren seine Erfahrungen beim Spiegel und beim Manager Magazin thematisierten. Wenige Wochen vor seinem Tod beendete Brawand das Manuskript für ein weiteres Buch.
Der damalige deutsche Bundeswirtschaftsminister Martin Bangemann bezeichnete Brawand 1988 bei der Verleihung des Großen Bundesverdienstkreuzes als den Nestor der deutschen Wirtschaftsmagazine.

## Werke
- Der Spiegel – ein Besatzungskind. Wie die Pressefreiheit nach Deutschland kam. Europäische Verlagsanstalt, Hamburg 2006
- Im Frühtau zu Berge. Was Wandern so vergnüglich macht. Bruckmann-Verlag, München 2004
- Die Leute von Damme. Familiäres und Geschichtliches aus Hannover. Leuenhagen & Paris, Hannover 1998, ISBN 3-923976-25-9
- Massen, Macht und Medien, HVA, Heidelberg 1997
- Manager sind auch nur Menschen, Econ-Verlag, Düsseldorf 1996
- Rudolf Augstein. Econ-Verlag, Düsseldorf 1995
- Die Spiegel – Story. Wie alles anfing. Econ-Verlag, München 1987
- Wohin steuert die deutsche Wirtschaft? Desch-Verlag, München 1971

## Auszeichnungen
- 1984: Bundesverdienstkreuz 1. Klasse[5]
- 1988: Großes Bundesverdienstkreuz